# Nixon (album)
Albums de Lambchop
What Another Man Spills
(1998) Tools in the Dryer
(2001)
Nixon est un album de Lambchop, sorti en 2000.

## L'album
Il fait partie des 1001 albums qu'il faut avoir écoutés dans sa vie.

### Titres
Tous les titres sont de Kurt Wagner, sauf mentions.
1. The Old Gold Shoe (6:21)
2. Grumpus (4:19)
3. You Masculine You (5:59)
4. Up with People (5:59)
5. Nashville Parent (5:38)
6. What Else Could It Be? (3:38)
7. The Distance from Her to There (4:20)
8. The Book I Haven't Read (Wagner, Curtis Mayfield) (5:44)
9. The Petrified Florist (4:52)
10. The Butcher Boy (traditionnel) (2:54)

### Musiciens
- Lloyd Barry : cordes (arrangements)
- Paula James Booker : guitare électrique
- Ken Coomer : percussions
- Dennis Cronin : cornet à pistons, trompette, voix
- Tony Crow : piano
- John Delworth : synthétiseurs,  orgue Hammond, piano
- Allen Lowrey : batterie
- Jonathan Marx : trompette, voix
- Alex McManus : guitare électrique
- The Nashville String Machine : cordes
- Mark Nevers : guitare acoustique et électrique, mixage
- Paul Niehaus : pedal steel guitar, voix
- Matt Swanson : basse
- Deanna Varagona : saxophone (baryton), voix
- Kurt Wagner : guitare, mixage, voix